# Низов, Виктор Валентинович
Низов Виктор Валентинович (28 февраля 1949, с. Русский Акташ, Акташского района, Татарской АССР - 9 мая 2020, Киров, Россия) - советский и российский историк, исследователь, общественный деятель, педагог. Кандидат исторических наук (1985), доцент кафедры истории СССР (Отечественной истории) Кировского пединститута (с 1995 г. – Вятский государственный педагогический университет, с 1999 г. – Вятский государственный гуманитарный университет) (1987-2006), декан исторического факультета Кировского пединститута (1985-1986), доцент кафедры истории России в Вятском государственном университете (2006-2009). Основная тема исследований - социально-экономическая и политическая история Новгорода XIII–XVII в., история и социально-экономическое, политическое, культурное развития Вятки в XIV–XVII вв. Особое внимание уделял вопросам основания города Вятки, происхождения понятий «вятчане» и «Вятская земля», связям Вятки и Новгорода. Изучал историю вятских городов Яранска, Царево-Санчурск, Уржум, Кирово-Чепецк. В сфере его научных интересов была также история восточных волостей Устюжской земли в XV – середине XVI века (находящихся сегодня на территории Кировской области), а также основание г. Лальска. Автор более 100 научных статей и работ.

## Биография

### Происхождение
В.В. Низов родился 28 февраля 1949 г. в с. Русский Акташ, Акташского района Татарской АССР.
Его отец, Валентин Васильевич Низов, 1926 г.р., уроженец с. Михайловка Нижегородской области, участник Великой Отечественной войны, воевал в составе 13 гвардейского отдельного истребительно-противотанкового дивизиона 179 стрелковой дивизии 1-го Прибалтийского фронта с ноября 1943 г., ефрейтор, радист, награжден Орденом Отечественной войны I степени и Орденом Славы III степени. В 1944 г. был тяжело ранен, комиссован, работал портным-раскройщиком, был директором швейной мастерской в с. Русский Акташ.
Мама, Мария Ивановна Низова (в девичестве Кожевникова) родилась в 1924 г. в с. Русский Акташ. Валентин Васильевич и Мария Ивановна вырастили и воспитали семерых детей: трех сыновей и четырех дочерей, прожили большую достойную жизнь. Виктор Валентинович был вторым ребенком в семье Низовых. Детские годы его прошли в с. Русский Акташ.

### Профессиональная деятельность
В 1964 г. после окончания 8-летней школы Виктор Валентинович поступил в Мензелинское педагогическое училище (совр. Мензелинский педагогический колледж им. Мусы Джалиля в г. Мензелинск Республики Татарстан), окончив которое в 1968 г., начал трудовую деятельность учителем математики и физики в 8-летней школе в с. Гулькино Тюгеевского сельсовета Альметьевского района Татарской АССР.
С ноября 1968 г. по декабрь 1970 г. В.В. Низов проходил военную службу в рядах Советской Армии, в составе Прибалтийского военного округа в Калининградской области. Во время службы Виктор Валентинович зарекомендовал себя отличным солдатом, спортсменом, надежным товарищем.
После демобилизации с декабря 1970 г. по октябрь 1977 г. Виктор Валентинович учительствовал – вел уроки русского языка и истории в школах Татарской АССР и Владимирской области, был начальником штаба гражданской обороны Альметьевского района, председателем Альметьевского райкома ДОСААФ.
В 1971 г. Виктор Валентинович поступил на исторический факультет Московского государственного университета им. М.В. Ломоносова (заочное отделение), успешно окончив который в 1977 г., получил квалификацию историка, преподавателя истории и обществоведения и сразу поступил в заочную аспирантуру кафедры истории СССР исторического факультета МГУ.
Во время учебы в университете Виктор Валентинович увлекся историей средневекового Новгорода. Под руководством доктора исторических наук, профессора исторического факультета МГУ Анатолия Дмитриевича Горского студентом 5 курса Низовым была подготовлена курсовая работа «Социально-экономическая борьба в Новгородской феодальной республике с древнейших времен до середины XV в.», а затем дипломная работа «Народные восстания в Новгородской феодальной республике во второй половине XIII – середине XV века». Анатолий Дмитриевич Горских сыграл большую роль научной биографии Низова, он привил молодому ученому интерес к исторической науке и заложил основу его научной подготовки. Выпускники МГУ в переписке называли Горского «УЧИТЕЛЕМ»).
В период учебы в аспирантуре Низов работал сначала младшим научным сотрудником отдела учета, хранения и научно-справочного аппарата Государственного архива Ивановской области, затем 
с 1 октября 1979 г. по 16 сентября 1981 г. – ассистентом кафедры истории КПСС и научного коммунизма Ивановского химико-технологического института. Виктор Валентинович активно занимался научно-исследовательской и общественной работой: писал научные статьи, постоянно читал лекции по линии общества «Знание» перед трудовыми коллективами предприятий г. Иванова, руководил занятиями политического кружка, стал лауреатом Ивановского областного тура VI Всесоюзного конкурса молодых ученых и специалистов по общественным наукам.
Главным результатом этого периода жизни В.В. Низова стала подготовленная к защите под руководством А.Д. Горского кандидатская диссертация на тему «Социально-политическая борьба 
в средневековом Новгорое», а также начало педагогический деятельности в высшем учебном заведении – с 17 ноября 1981 г. по 18 апреля 1983 г. он работал ассистентом кафедры дореволюционной отечественной истории в Ивановском государственном университете, где вел лекционный курс по истории СССР (до XIX века) на историческом и филологическом факультетах, руководил научной работой студентов, принимал участие в научных конференциях университета, а в октябре 1982 г. выступил с докладом на всесоюзной научной конференции «Новгород древний – Новгород социалистический. Археология, история, искусство».
Переломным в жизни В.В. Низова стал 1983 г. – 12 мая он был принят на работу в Кировский государственный педагогический институт им. В.И. Ленина. Здесь он сформировался как ученый и педагог, начав с должности ассистента кафедры истории СССР, затем переведен на должность старшего преподавателя, а 26 марта 1987 г. был назначен доцентом кафедры. В 1985–1986 гг. был деканом исторического факультета. В 1987 г. вновь был назначен на должность доцента кафедры истории СССР (Отечественной истории) Кировского пединститута (с 1995 г. – Вятский государственный педагогический университет, с 1999 г. – Вятский государственный гуманитарный университет).
С января 2006 г. и до выхода на заслуженный отдых в 2009 г. В.В. Низов трудился в должности доцента кафедры истории России в Вятском государственном университете. 
Кафедре истории СССР – Отечественной истории и историческому факультету Кировского пединститута Виктор Валентинович посвятил более 20 лет. На историческом факультете на дневном и заочном отделении он читал лекции по Отечественной истории и вспомогательным историческим дисциплинам, вел спецкурс «Религия и церковь в истории феодальной России» (являясь автором методических рекомендаций по данному спецкурсу) и спецсеминар «Проблемы истории феодальной Вятки», руководил научной работой студентов, организовывал историко-этнографические и археографические экспедиции в районы Кировской области, также факультетские, институтские, межвузовские научные конференции.

### Научно-исследовательская деятельность
Учебно-воспитательную работу Низов сочетал с активной собственной научно-исследовательской деятельностью. В 1985 г. под руководством доктора исторических наук, профессора исторического факультета МГУ Анатолия Дмитриевича Горского защитил диссертацию на тему «Социально-политическая борьба в Новгороде во второй половине XIII – середине XV в.».
В.В. Низов – автор более 100 научных статей и работ по социально-экономической и политической истории Новгорода XIII–XVII в., истории средневековой Вятки, большинство из которых опубликованы. Виктор Валентинович регулярно выступал с лекциями перед разными группами населения (учителями, школьниками, краеведами). Являлся членом Президиума Кировского отделения Российского Фонда культуры и членом Совета областного краеведческого общества Вятка.
В.В. Низов был участником региональных, всероссийских и международных научно-практических конференций, проходивших в городах Москве, Казани, Кирове, Новгороде, Нижнем Новгороде, Иванове, Сыктывкаре и др. В 1990 г. участвовал в работе I всероссийского съезда краеведов в г. Челябинске. Являлся одним из организаторов научно-практической конференции «Вятская земля в прошлом и настоящем» (на конференции 1989 г. выступило около 200 докладчиков), международного симпозиума «Шведы и Русский Север», посвященного 210-летию со дня рождения архитектора А.Л. Витберга, был членом редколлегии краеведческого сборника «Вятка», «Герценка. Вятские записки», «Актуальные проблемы истории», «История и культура Волго-Вятского края (к 90-летию Вятской ученой архивной комиссии)» и других сборников докладов и статей. Членом оргкомитета по подготовке и проведению мероприятий, посвященных 450-летию со дня рождения Трифона Вятского и 2000-летия Рождества Христова.
Воссоздание полноценной истории Вятской земли XVI–XVII веков стало одной из главных задач, которую поставил перед собой В.В. Низов как ученый. Работая во время научных командировок в центральных архивах и библиотеках, Виктор Валентинович выявил и скопировал вручную или получил в виде фотокопий неизвестные документы по истории Вятской земли, связанные с деятельностью преподобного Трифона Вятского и основанного им Успенского монастыря в г. Вятке. Также им были обнаружены вятские писцовые книги 1590 г., 1662 г., дозорные книги 1615 и 1618 гг., оброчная книга 1622 г., которые до него никем не изучались и не публиковались. Также он совершил открытие раннего списка «Жития Трифона Вятского», датируемого по филиграням и по палеографическим признакам 60-70 гг. XV в. (сама житийная повесть составлена в середине XVII в.). Ряд источников были подготовлены к изданию и изданы. В.В. Низов изучал документы региональных архивов, в том числе Центрального государственного архива Кировской области, архивов Нижнего Новгорода, Костромы, Казани, Сыктывкара, Вологды, Великого Устюга и др.
Большое внимание В.В. Низов уделял вопросам основания города Вятки, происхождения понятий «вятчане» и «Вятская земля», связям Вятки и Новгорода, истории вятских городов Яранска, Царево-Санчурска, Уржума, Кирово-Чепецка. В сфере его научных интересов была также история восточных волостей Устюжской земли в XV – середине XVI века (находящихся сегодня на территории Кировской области), а также основание г. Лальска. По всем этим темам Виктором Валентиновичем проведены исследования и написаны статьи и доклады.
За несколько лет скрупулезной работы Низов подготовил большую источниковую и аналитическую базу для написания докторской диссертации о социально-экономическом и политическом развитии Вятской земли в XIV–XVII в., однако завершить эту работу ему не удалось.

### Личная жизнь
Активная педагогическая и научно-исследовательская работа не оставляла ему времени для создания семьи. Поэтому семьей для него стали его ученики и научная работа, которым он отдавался без остатка. 
Всю свою жизнь он с любовью и трепетом относился к своей матери Марии Ивановне. Поэтому каждый год в июле месяце, где бы он не находился, он приезжал к ней поздравить ее с днем рождения и  встретиться за праздничным столом со своими братьями и сестрами. 
В стационаре Кировской больницы, после продолжительной болезни, Виктора Валентиновича Низова не стало 9 мая 2020 г.. Похоронен Виктор Валентинович родственниками у себя на родине в с Русский Акташ.
Документы личного архива Виктора Валентиновича Низова, в 2024 году после изучения и сортировки, в соответствии с его последней волей были переданы его племянником Низовым Алексеем Владимировичем,  на государственное хранение в Центральный государственный архив Кировской области. Он всегда говорил, что работал на благо Российской науки и хотел бы, чтоб его труды не пропали и ими могли при желании пользоваться все желающие. Его архив доступен для общего пользования, как и хотел Виктор Валентинович.

## Научные публикации и статьи
1. В.В. Низов. О характере великокняжеской зависимости "вятской земли" в конце XIV - первой половине XV веков, стр. - 144. Европейский Север в культурно-историческом процессе ( К 625-летию города Кирова ). - Материалы Международной конференции.Отв. ред. В. В. Низов - Киров, КОГУП Кировская областная типография. 1999. - 464 с.
2. В.В. Низов. Хлынов: рождение города, стр. - 6. Европейский Север в культурно-историческом процессе ( К 625-летию города Кирова ). - Материалы Международной конференции.Отв. ред. В. В. Низов - Киров, КОГУП Кировская областная типография. 1999. - 464 с.
3. В.В. Низов. "Чудеса великих чудотворцев епископов Пермьских Герасима, Питирима и Ионы" как исторический источник, стр.- 361. Шведы и Русский Север: историко-культурные связи ( к 210-летию Александра Лаврентьевича Витбурга ). Материалы Между-народного симпозиума.Отв. Ред. В. В. Низов - Киров, 1997. - 384 с.
4. В.В. Низов. Летописи о вятском городе Котельниче, стр. - 354. Шведы и Русский Север: историко-культурные связи ( к 210-летию Александра Лаврентьевича Витбурга ). Материалы Между-народного симпозиума.Отв. Ред. В. В. Низов - Киров, 1997. - 384 с.
5. В.В. Низов. Биармия и вятская чудь, стр. - 160. Шведы и Русский Север: историко-культурные связи ( к 210-летию Александра Лаврентьевича Витбурга ). Материалы Между-народного симпозиума.Отв. Ред. В. В. Низов - Киров, 1997. - 384 с.
6. В.В. Низов. Азартные игры на Вятке (в контексте международных культурных контактов), стр. - 82. Шведы и Русский Север: историко-культурные связи ( к 210-летию Александра Лаврентьевича Витбурга ). Материалы Между-народного симпозиума.Отв. Ред. В. В. Низов - Киров, 1997. - 384 с.
7. В.В. Низов. Из истории титулования Новгорода "Великим", стр - 60. Шведы и Русский Север: историко-культурные связи ( к 210-летию Александра Лаврентьевича Витбурга ). Материалы Между-народного симпозиума.Отв. Ред. В. В. Низов - Киров, 1997. - 384 с.
8. В.В. Низов. (Вятский государственный педагогический университет). Государственный строй Вятской земли в конце XIV - первой половине XV вв.
9. В.В. Низов. К истории вятско-нижегородских отношений в конце XIV- первой половине XV вв, стр. - 389. Россия в X-XVIII проблемы истории и источниковедения Тезисы докладов и сообщений Вторых чтений, посвященных памяти А.А. Зимина Москва, 26-28 января 1995 г. главные редакторы к.и.н. Л. В. Столярова, д.и.н. А.Л. Хорошкевич. Изд. Печатно-множительная лаборатория Российского государственного гуманитарного университета.1995. - 683 с .
10. В.В. Низов. Вятская земля в прошлом и настоящем. Вечевая республика.
11. В.В. Низов. Родная земля в прошлом и настоящем. Москва и Вятка в XV веке.
12. В.В. Низов. вятская земля в прошлом и настоящем. В лето 1489-года.
13. В.В. Низов. Социально-политическая борьба в Новгороде во второй половинe XIII-середине XV в.
14. В.В. Низов. РОССИЯ в X - XVIII вв. проблемы истории и источниковедения, стр - 243. Религия и церковь в культурно-историческом развитии Русского Севера (К 450-летию Преподобного Трифона, Вятского Чудотворца). Материалы Международной научной конференции. Том 1. Киров, 1996, 512 с.
15. В.В. Низов. Вятка в борьбе за политическую самостоятельность, стр - 93. Вятка: Краеведческий сборник. Вып. (IX). [сост. Г. П. Зонова]. - Киров: Волго-Вятское кн. изд-во, Кировское отд., 1991.- 192 с., ил.
16. В.В. Низов. ЗАРОЖДЕНИЕ ПРАВОСЛАВНОГО КУЛЬТА НА ВЯТКЕ, стр - 18. Религия и церковь в культурно-историческом развитии Русского Севера (К 450-летию Преподобного Трифона, Вятского Чудотворца). Материалы Международной научной конференции. Том 1. Киров, 1996, 512 с.
17. В.В. Низов. Социальные выступления в Слободском уезде в начале XVII века, стр - 330. Религия и церковь в культурно-историческом развитии Русского Севера (К 450-летию Преподобного Трифона, Вятского Чудотворца). Материалы Международной научной конференции. Том 2. Киров, 1996, 448 с.
18. В.В. Низов. Население Вятского края в борьбе с польско-литовской агрессией в 1613-1634 годах, стр - 347. Религия и церковь в культурно-историческом развитии Русского Севера (К 450-летию Преподобного Трифона, Вятского Чудотворца). Материалы Международной научной конференции. Том 2. Киров, 1996, 448 с.